# Котов, Николай Георгиевич (художник)
Никола́й Гео́ргиевич Ко́тов (Ко́тов-Пами́рский); 1889, Томск — 1968, Москва) — русский и советский живописец, график, мастер панорамной живописи. Заслуженный деятель искусств РСФСР (1938).

## Биография
Окончил (?) Томскую гимназию, был дружен с М. Черемных. Гимназистом часто посещал художественные выставки, наибольшее впечатление получил от работ Г. Гуркина, «открывшего ему Алтай».
Первоначальное художественное образование получил в Томских рисовальных классах у известного томского художника и педагога С. М. Прохорова. Окончил Томский технологический институт.
Продолжил учёбу в МУЖВЗ (1912—1917) у А. Е. Архипова, А. М. Васнецова, К. А. Коровина, С. Д. Милорадовича.
С 1917 года снова жил в Томске, выступил одним из организаторов Томской секции Изобразительного искусства. С 1918 по 1920 год принимал участие в борьбе против колчаковщины, затем был на руководящей работе в органах народного просвещения и изоискусства, одновременно работая как художник по агитплакату и агиттеатру. Во время своего «сибирского турне» в Томск приехал Давид Бурлюк, Котов был участником организованной Бурлюком художественной выставки:

Этот предприимчивый делец [Бурлюк] немедленно организовал в Томске несколько футуристических диспутов, отыскал нас, всех художников Томска и предложил организовать выставку. Тут же наспех начал писать картины. Машкевич тогда «левачил» и написал какую-то унылую бабу и солдата с тупым, похожим на лопату лицом. Дали какие-то вещи и другие художники (Поляков, Хазов, Смолин и др.). Дал и Бурлюк свои — как их назвать, не знаю — картины. Но среди них была одна «загадочная картинка», которая возбуждала любопытство всех. Это парикмахерская, где посетители сидят без голов, а их головы, отдельно стоящие на подставках, причесывают и бреют парикмахеры— 
В 1921 году переехал в Москву. Один из учредителей Ассоциации художников революционной России (1922), активный участник выставок Ассоциации (1922—1929). Исполнительный секретарь и один из организаторов Союза художников СССР.
Работал как жанрист, пейзажист, занимался плакатом — «Распрабабкиной техники скидывай хлам …» (1930), «300 миллионов в год …» (1930), «Строительство социализма» (1927). Выполнил иллюстрации к книгам В 1920—1930-х годах неоднократно выезжал в экспедиции на Алтай, Памир, в Сибирь, выполнил циклы живописных и графических работ.
Создал эскизы к панорамам «Штурм Перекопа» (коллектив авторов; 1934—1941), «Оборона Царицына — Оборона Сталинграда» (совместно с П. С. Добрыниным; вторая половина 1930-х — начало 1950-х);
Участвовал в воссоздании панорам Ф. А. Рубо «Бородинская битва» и «Оборона Севастополя».
Произведения находятся в Государственной Третьяковской галерее, Государственном Русском музее, в Российской государственной библиотеке, в Таганрогской картинной галерее, Томском областном краеведческом музее и других собраниях.

## Выставки
- Художественно-промышленная выставка в Кёльне (1929).
- Выставка общества художников московской школы (1923),
- Юбилейная выставка «Красная Армия. 1918—1923» (1923),
- 1-я выставка общества «Союз советских художников» (1931) в Москве,
- 1-я передвижная выставка картин (Москва — Саратов — Волгоград — Казань — Нижний Новгород, 1925),
- Персональная выставка в Москве (1933).